# 1293
Cette page concerne l'année 1293  du calendrier julien.
L'année 1293 est une année commune qui commence un jeudi.

## Événements
- Janvier : Kubilai Khan envoie une expédition punitive à l'île de Java. Ses 30 000 Mongols sont victorieux dans les premiers combats, certains souverains de l’île s’étant ralliés à eux. La résistance des insulaires, de plus en plus forte, les oblige à quitter les lieux[1].
- 20 mai : tremblement de terre à Kamakura, au Japon[2].
- 30 mars, île de Java : Raden Wijaya (en), gendre du roi Kertanegara de Singosari assassiné, fait alliance avec les Mongols qui ont envahi l'île contre le roi de Kediri Jayakatwang[3]
- 26 avril : reddition de Jayakatwang[4]. Raden Wijaya fonde le royaume de Majapahit. Il réussit à neutraliser ses anciens alliés les Mongols qui se rembarquent, chargé d'un riche butin.
  - Des soldats Chinois et des marins naufragés restent à Java après le départ des Mongols. Bien que mariés avec des femmes du pays, ces Chinois gardent leurs coutumes qu’ils transmettent à leurs enfants et constituent un groupe distinct de la masse des Indonésiens. Grossi par de nouveaux immigrants, il va jouer un rôle décisif dans la vie économique de la région.
- 10 novembre[5] : Raden Wijaya est couronné roi de Majapahit sous le nom de Kertarajasa Jayawardhana (fin en 1309).

- 13 décembre : assassinat du sultan mamelouk d'Égypte Khalil lors d'une partie de chasse par les émirs conjurés. Sa mort est vengée par l'émir mongol Kitbugha qui place sur le trône son jeune frère An-Nâsir Muhammad[6].

- Le catholicos, chef de l’Église arménienne, se fixe à Sis, en Cilicie[7].

### Europe
- 18 janvier : première d'une série d'Ordonnances de justice qui ôtent aux nobles et aux bourgeois enrichis de Florence la réalité du pouvoir pour la donner aux Arts et Métiers, assistés de conseils[8]. Instauration du régime du « Second Peuple ». Le pouvoir passe à la bourgeoisie moyenne et 147 familles aristocratiques sont privées de droits politiques[9].
- 25 mars : jusqu'au 20 avril 1294, Édouard Ier d'Angleterre envoie au roi d’Écosse John Balliol quatre citations pour répondre de la légalité de ses jugements devant la cour d'Angleterre[10].
- 14 avril : duel maritime entre marins Normands et Anglais à la suite du meurtre d'un matelot anglais[11].
- 20 mai : fondation à Alcalá de Henares de l’Estudio de Escuelas Generales par le roi Sanche IV de Castille, future Université Complutense de Madrid[12].
- 23 mai[13] : les Cortes de Valladolid, imposent au roi de Castille d’interdire aux Juifs d’exercer un pouvoir sur les chrétiens.

- Un incident dans les environs de Chypre déclenche une guerre maritime entre Venise et Gênes (fin en 1299)[14].
- Adolphe de Nassau achète la Thuringe avec l'argent reçu de l'Angleterre pour faire la guerre en France. Les États de Thuringe refusent de le recevoir, ce qui entraine une guerre terminée par la mort de l'empereur en 1298[15].
- La Suède conquiert la Carélie. Début de la construction du château de Vyborg[16].
- Le prince tatar Duden, frère du khan de la Horde d'or Toqtaï, lance un raid dévastateur en Russie. Il force le grand-prince de Vladimir Dimitri, protégé de Nogaï, à fuir et place sur le trône son frère André III Alexandrovitch de Gorodets (fin en 1304)[17].
- Début de l'activité de l'arsenal de Rouen dit clos aux galées qui fonctionne comme une usine à la production d'armes[18].